# Wonderwall
«Wonderwall» es una canción de la banda inglesa de rock Oasis incluida de su segundo álbum  (What's the Story) Morning Glory?, compuesta por Noel Gallagher y es probablemente la canción más conocida de la banda. Además es el cuarto sencillo de dicho álbum.
Grabada en 1995, alcanzó el segundo puesto en las listas de éxitos del Reino Unido. En la lista anual del año 1995 se colocó en el puesto número 10 y fue número 26 en la lista general de la década de los años 90 en el Reino Unido. Ha vendido más de 1,8 millones de copias en el Reino Unido hasta junio del 2017.
En los Estados Unidos, lideró la lista del Modern Rock Tracks durante diez semanas, mientras alcanzó el número 8 en el Billboard Hot 100. Demostró ser un gran éxito en Australia, Nueva Zelanda y España, haciendo valer el número uno en los tres países.
La canción "Wonderwall" está dedicada a la novia de Noel Gallagher, Meg Mathews. Noel se casó con Mathews, pero se divorciaron en 2001. Gallagher ahora dice que la canción no habla lo más mínimo de Mathews. Sostiene que esa interpretación surgió de la prensa y que no hubo manera de decirle a su novia que esa canción no trataba de ella. Gallagher dice que es una canción dedicada a un amigo imaginario que un día vendrá y le salvará de sí mismo.
Al comienzo, Noel quería cantar esta canción pero le dio a su hermano Liam la oportunidad de hacerlo y Noel terminó cantando  "Don't Look Back in Anger".
La canción está incluida en el disco recopilatorio Stop the Clocks y en Time Flies… 1994–2009.
La letra de la canción hace referencia a los sentimientos que tiene el ser humano cuando experimenta las etapas iniciales del amor y el enamoramiento, describiendo el vaivén entre la euforia y la agonía y la incertidumbre que puede provocar el enamoramiento.
En 2021, la revista Rolling Stone ubicó esta canción en el puesto número 95 en su lista de las 500 mejores canciones de todos los tiempos .

## Lista de canciones
CD single (CRESCD 215), Cassette Australia (6625578)

| N.º   | Título           | Duración |  |
| 1.    | «Wonderwall»     | 4:18     |  |
| 2.    | «Round Are Way»  | 5:42     |  |
| 3.    | «The Swamp Song» | 4:19     |  |
| 4.    | «The Masterplan» | 5:23     |  |
| 19:42 |                  |          |  |

Vinilo de 12" (CRE 215T)

| N.º   | Título           | Duración |  |
| 1.    | «Wonderwall»     | 4:18     |  |
| 2.    | «Round Are Way»  | 5:42     |  |
| 3.    | «The Swamp Song» | 5:23     |  |
| 15:23 |                  |          |  |

Vinilo de 7" (CRE 215), CD single cardsleeve (HES 662507 1), Cassette (CRECS 215)

| N.º   | Título          | Duración |  |
| 1.    | «Wonderwall»    | 4:18     |  |
| 2.    | «Round Are Way» | 5:42     |  |
| 10:00 |                 |          |  |

Sencillo en CD Estados Unidos (HES 6623255), Cassette Indonesia" (E 4380796)

| N.º   | Título                                                | Duración |  |
| 1.    | «Wonderwall»                                          | 4:15     |  |
| 2.    | «Round Are Way»                                       | 5:42     |  |
| 3.    | «Talk Tonight»                                        | 4:11     |  |
| 4.    | «Rockin' Chair»                                       | 4:34     |  |
| 5.    | «I Am The Walrus» (Live At Glasgow Cathouse June '94) | 8:14     |  |
| 26:56 |                                                       |          |  |

Cassette Estados Unidos" (34T 78216)

| N.º   | Título          | Duración |  |
| 1.    | «Wonderwall»    | 4:18     |  |
| 2.    | «Round Are Way» | 5:42     |  |
| 3.    | «Talk Tonight»  | 4:11     |  |
| 14:11 |                 |          |  |

CD promocional Europa (SAMPCD 3017)

| N.º  | Título                       | Duración |  |
| 1.   | «Wonderwall» (Radio Version) | 3:45     |  |
| 3:45 |                              |          |  |

CD promocional Estados Unidos (ESK 7440)

| N.º  | Título       | Duración |  |
| 1.   | «Wonderwall» | 4:18     |  |
| 4:18 |              |          |  |

## Personal
- Liam Gallagher: voces y pandereta
- Noel Gallagher: guitarras y bajo
- Paul Arthurs: piano y mellotron
- Alan White: batería

## Versiones
"Wonderwall" es una de las canciones más versionadas por otros grupos musicales. La versión más popular quizá sea la de The Mike Flowers Pops que llegó al número dos en las listas inglesas.
También hay una versión de Ryan Adams, tocada en el año 2001, y más tarde grabada en 2004 que fue muy bien recibida por Noel Gallagher.
Declaraciones de Noel:

I hate him (Liam) singing it. Liam doesn't sound like he did 10 years ago. Your voice and body change. We've never got it (song) right. I think Ryan Adams is the only person who ever got that song right. I'd love to do the Ryan Adams version, but, in front of 60,000 Oasis fans, that wouldn't be possible.(Odio que la cante el. Liam ya no canta como hace 10 años. Su voz y cuerpo han cambiado. Nunca conseguimos hacer bien esa canción. Creo que Ryam Adams es la única persona que consiguió cantarla bien. Me encantaría hacer la versión de Adams, pero, en frente de 60.000 fans de Oasis, eso no seria posible) (2008).

“I went to see Ryan Adams in Manchester… So he's playing away and he just does ‘Wonderwall’ right in the middle of the set. The fu**ing place went silent. It was so beautiful. I was just like, ‘Fu**ing Jesus Christ what a fu**ing song!’ Afterwards, I told him, ‘You can have that song, man, because we could never quite get it right.’(Fui a ver a Ryam Adams en Mánchester... Así que él está tocando y de repente hace 'Wonderwall' en medio del set. El maldito lugar quedó en silencio. Fue tan hermoso. Yo estaba como 'Dios santo que increíble canción'. Después, le dije: 'Puedes quedarte con la canción, porque nosotros nunca pudimos hacerla bien').

## Premios
El vídeo promocional de "Wonderwall", dirigido por Nigel Dick, ganó el premio a mejor vídeo británico en 1996 Brit Awards.
Acabados los 90, "Wonderwall" fue votada como la mejor canción de todos los tiempos. La votación estaba conducida por "Virgin Radio".
En agosto de 2006, Wonderwall fue nombrada como la segunda canción más importante de todos los tiempos según la revista Q, terminando detrás de otra canción de Oasis, "Live Forever".  
En 2006, el guitarrista de U2, The Edge, nombró a "Wonderwall" la canción que más le hubiera gustado escribir.
- Está en el primer puesto de los Top #20 de GB GoodSound.

## Posicionamiento en listas y certificaciones
| Listas (1995-96)                        | Mejor posición |
| --------------------------------------- | -------------- |
| Alemania (Media Control AG)             | 17             |
| Australia (ARIA)                        | 1              |
| Austria (Ö3 Austria Top 40)             | 6              |
| Bélgica (Valonia) (Ultratop 50)         | 7              |
| Bélgica (Flandes) (Ultratop 50)         | 7              |
| Canadá (RPM Singles Chart)              | 5              |
| Canadá (RPM Alternative 30)             | 1              |
| España (AFYVE)                          | 1              |
| Estados Unidos (Billboard Hot 100)      | 8              |
| Estados Unidos (Adult Pop Songs)        | 30             |
| Estados Unidos (Pop Songs)              | 10             |
| Estados Unidos (Modern Rock Tracks)     | 1              |
| Estados Unidos (Mainstream Rock Tracks) | 9              |
| Finlandia (OFC)                         | 11             |
| Francia (SNEP)                          | 10             |
| Irlanda (IRMA)                          | 2              |
| Italia (FIMI)                           | 17             |
| Noruega (VG-lista)                      | 5              |
| Nueva Zelanda (Recorded Music NZ)       | 1              |
| Países Bajos (Dutch Top 40)             | 9              |
| Polonia (Polish Singles Chart)          | 15             |
| Reino Unido (UK Singles Chart)          | 2              |
| Suecia (Sverigetopplistan)              | 12             |
| Suiza (Schweizer Hitparade)             | 17             |

| País           | Organismo certificador | Certificación | Ventas    | Ref.   |
| -------------- | ---------------------- | ------------- | --------- | ------ |
| Australia      | ARIA                   | 3× Platino    | 210 000   | [ 25 ] |
| Estados Unidos | RIAA                   | Oro           | 500 000   | [ 26 ] |
| Italia         | FIMI                   | Platino       | 50 000    | [ 27 ] |
| México         | AMPROFON               | Oro           | 30 000    | [ 28 ] |
| Noruega        | IFPI Noruega           | Oro           | 5 000     | [ 29 ] |
| Reino Unido    | BPI                    | 7× Platino    | 4 200 000 | [ 30 ] |